# Allauch

Allauch (pronunțat 'alo') este o comună din sud-estul Franței, situată în departamentul Bouches-du-Rhône, în regiunea Provența-Alpi-Coasta de Azur. Denumirea locuitorilor în limba franceză este les Allaudiens. Comuna se află în imediata vecinătate a orașului Marseille.

## Localități înfrățite
- 1982 Vaterstetten, landul Bavaria, Germania
- 2004 Vico Equense (lângă Napoli), Italia
- 2005 Armavir, Armenia